# Resolució 478 del Consell de Seguretat de les Nacions Unides
La Resolució 478 del Consell de Seguretat de les Nacions Unides, aprovada el 20 d'agost de 1980, va ser una de les set resolucions del Consell de Seguretat que van condemnar l'intent d'annexió de Jerusalem Est per part d'Israel. En particular, aquesta resolució nomena l'incompliment israelià de la resolució 476 del Consell de Seguretat. i condemna la Llei de Jerusalem de 1980 on Israel va declarar unilateralment a la ciutat de Jerusalem com a capital "eterna i indivisible" de l'Estat israelià, declarant-la com una violació del dret internacional i censurant-la «en els termes més enèrgics», afirmant que «suposa un seriós obstacle per a l'assoliment d'una pau completa, justa i duradora». La resolució estableix que el Consell no reconeixerà la llei, i demana als Estats membres de les Nacions Unides a acceptar la decisió del Consell. Aquesta resolució també va sol·licitar als Estats membres de l'ONU a retirar les seves missions diplomàtiques de la ciutat com a mesura de càstig, portant-les a Tel-Aviv o als seus suburbis.
L'acord va ser aprovat amb 14 vots a favor i cap en contra, amb l'única abstenció dels Estats Units.
L'Organització de les Nacions Unides i altres organismes internacionals com Amnistia Internacional consideren Jerusalem Est com un territori palestí ocupat. Tant l'Estat d'Israel com l'Estat de Palestina reclamen a la ciutat com capital política dels seus països.

## Contingut
La resolució «censura en els termes més enèrgics» la Llei de Jerusalem i afirma que aquesta llei és una greu violació del dret internacional i no afecta a la contínua aplicabilitat a Jerusalem dels Convencions de Ginebra relatius a la protecció de persones civils en temps de guerra. A més, determina que la Llei de Jerusalem i totes les altres mesures i actes legislatius i administratius adoptats per Israel, la potencia ocupant, que han alterat o pretenguin alterar el caràcter i l'estatut de Jerusalem «són nuls i freturosos de valor i han de deixar-se sense efecte immediatament». La resolució no reconeix la Llei de Jerusalem i altres mesures d'Israel i fa una crida a tots els membres de l'ONU perquè acatin aquesta decisió i perquè retirin les representacions diplomàtiques que hagin establert a Jerusalem. La resolució també afirma que la Llei de Jerusalem és un seriós obstacle per a l'assoliment d'una pau completa, justa i duradora a Orient Mitjà.

## Recepció i crítiques
Israel va rebutjar categòricament la resolució i el seu Ministeri de Relacions Exteriors va anunciar que «no soscavarà l'estatus de Jerusalem com la capital d'un Israel sobirà i com una ciutat unida que mai més tornarà a ser estripada».
En declaracions fetes al Consell de Seguretat, el llavors Secretari d'Estat dels Estats Units Edmund Muskie va dir que «la qüestió de Jerusalem ha d'abordar-se en el context de les negociacions per a una pau global, justa i duradora a Orient Mitjà».
| « | El projecte de resolució que avui ens ocupa és il·lustratiu d'una preocupació que ha produït aquesta sèrie de textos desequilibrats i poc realistes sobre temes d'Orient Mitjà. No és capaç de servir a la meta de totes les religions que es veuen a Jerusalem com a lloc sant. Hem de compartir una visió comuna de futur per a aquesta antiga ciutat-- una Jerusalem indivisible, amb lliure accés als Llocs Sants per a les persones de tots els credos. | » |

Pel que fa a la secció del projecte de resolució relatiu a la transferència de les ambaixades de Jerusalem, el Secretari d'Estat estatunidenc va dir que la resolució era «fonamentalment defectuosa» i que els Estats Units considera que la instrucció que estableix eliminar les missions diplomàtiques de Jerusalem, és «no vinculant» i «sense força», i va rebutjar la resolució com «un intent perjudicial per dictar a altres nacions». També va dir que els Estats Units tindria la força de resistir qualsevol intent d'imposar sancions a Israel en virtut del Capítol VII de la Carta de les Nacions Unides.
Shlomo Slonim, va dir que malgrat el seu to enèrgic, la declaració de Muskie realment no dilucidava la posició estatunidenca sobre Jerusalem. Es va fer referència a Jerusalem com un territori ocupat, però tampoc va negar aquesta condició. Va assenyalar que la política dels Estats Units pel que fa a Jerusalem a la fi de 1980 va continuar sent marcada per un considerable grau d'ambigüitat i confusió.
Una opinió consultiva posterior de la Cort Internacional de Justícia va expressar l'opinió que tots els Estats tenen l'obligació de no reconèixer la situació il·legal en i al voltant de Jerusalem Est.
La resolució al no estar presa sota el Capítol VII de la Carta de les Nacions Unides, és considerada com a no vinculant.

## Missions diplomàtiques
La majoria dels països, amb l'excepció dels Països Baixos i 10 països llatinoamericans (Costa Rica, Xile, Colòmbia, República Dominicana, Equador, El Salvador, Guatemala, Haití, Panamà, Uruguai i Veneçuela), ja havien traslladat les seves ambaixades a Tel-Aviv abans d'aprovar-se aquesta resolució. Els últims a adoptar aquesta mesura van ser Costa Rica i El Salvador, que havien tornat la seva ambaixada a Jerusalem en 1984. El primer va anunciar el trasllat de seu a Tel-Aviv el 16 d'agost de 2006 i el segon ho va fer el 25 d'agost de 2006. Paraguai i Bolívia eren els únics països que encara mantenien les seves ambaixades en el suburbi de Mevasseret Zion (a uns 10 km de la ciutat). Bolívia va trencar les seves relacions diplomàtiques en 2009, tancant la seva ambaixada.

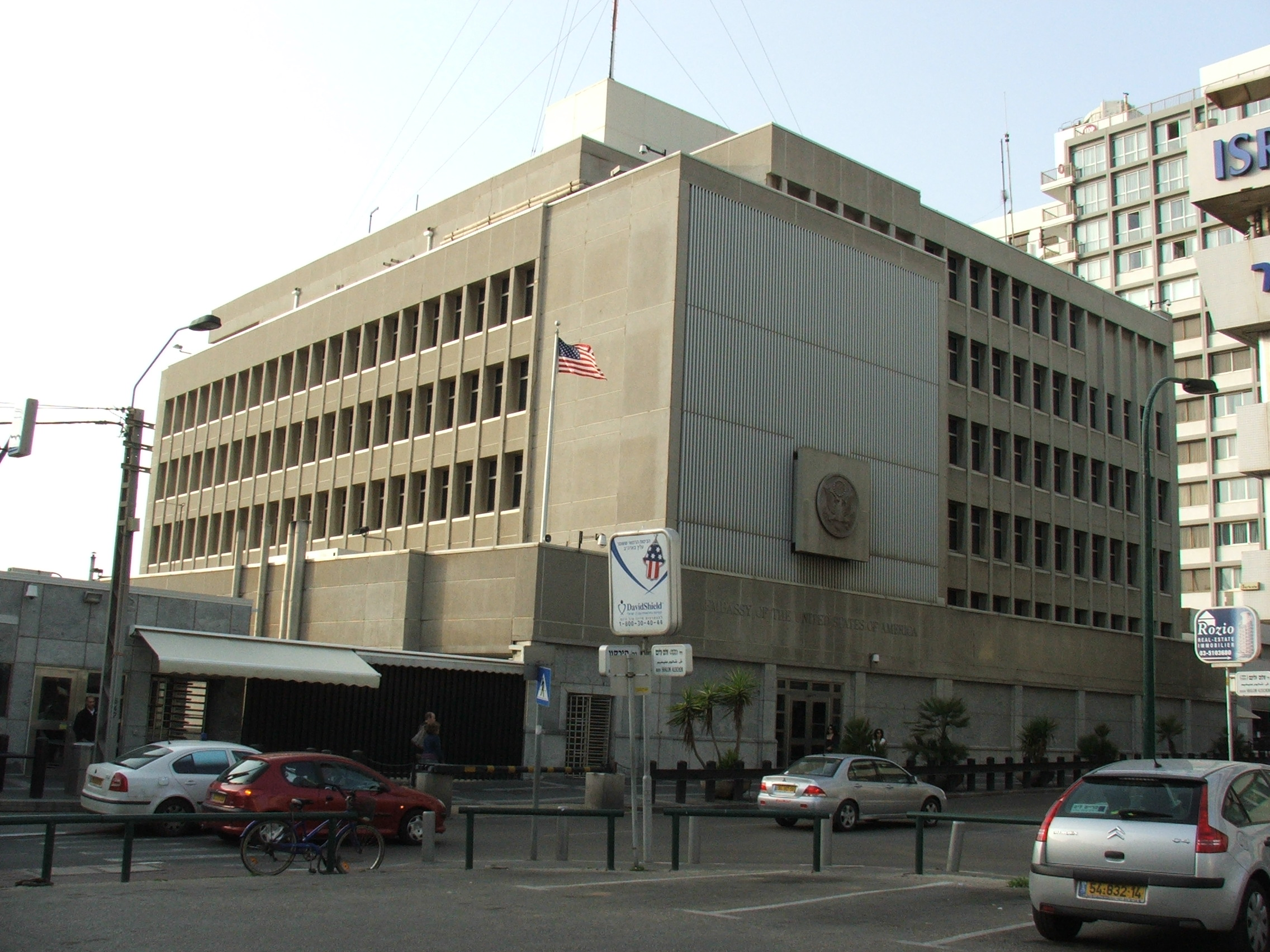
Ambaixada estatunidenca a Tel-Aviv.

Quant als Estats Units, el seu Congrés va aprovar una llei en 1995 (la Jerusalem Embassy Act) que declarava que «Jerusalem ha de ser reconeguda com la capital de l'Estat d'Israel; i l'Ambaixada estatunidenca a Israel haurà d'establir-se a Jerusalem no més tard del 31 de maig de 1999». El trasllat, però, encara no s'ha portat a efecte, ja que l'ambaixada continua funcionant a Tel-Aviv. El futur emplaçament de l'ambaixada ja ha estat fixat al barri de Talpiot. Estats Units de moment manté un consolat general a Jerusalem, que representa al govern estatunidenc a Jerusalem, Cisjordània i la Franja de Gaza com a missió estatunidenca independent «els membres de la qual no estan acreditats davant un govern estranger».
Altres països que mantenen consolats a Jerusalem són Països Baixos, Grècia, Espanya i Regne Unit. Atès que el President d'Israel resideix a Jerusalem i confirma als diplomàtics estrangers, els ambaixadors han de viatjar des de Tel-Aviv a Jerusalem per presentar les seves cartes credencials en ser nomenats.